# Vasilis Vasou
Vasilis Vasou (griechisch Βασίλης Βάσου; * 14. April 1988) ist ein zypriotischer Badmintonspieler.

## Karriere
Vasilis Vasou siegte in den Jahren 2003 und 2005 bei den Juniorenmeisterschaften in Zypern. 2007 wurde er erstmals nationaler Titelträger bei den Erwachsenen, wobei er im Mixed erfolgreich war. Zwei weitere Titelgewinne folgten 2009.

## Sportliche Erfolge
| Saison | Veranstaltung                              | Disziplin    | Platz | Name                               |
| ------ | ------------------------------------------ | ------------ | ----- | ---------------------------------- |
| 2003   | Zypern: Einzelmeisterschaften der Junioren | Herrendoppel | 1     | Demetris Kyprianou / Vasilis Vasou |
| 2005   | Zypern: Einzelmeisterschaften der Junioren | Herreneinzel | 1     | Vasilis Vassou                     |
| 2007   | Zypern: Einzelmeisterschaften              | Mixed        | 1     | Vasilis Vasou / Dometia Ioannou    |
| 2008   | Zypern: Einzelmeisterschaften              | Mixed        | 1     | Vasilis Vasou / Dometia Ioannou    |
| 2009   | Zypern: Einzelmeisterschaften              | Herreneinzel | 1     | Vasilis Vassou                     |
| 2009   | Zypern: Einzelmeisterschaften              | Mixed        | 1     | Vasilis Vasou / Maria Ioannou      |